# Pożary lasów w Libanie w 2019 roku
Pożary lasów w Libanie w 2019 roku to seria 194 pożarów lasów według Libańskiej Obrony Cywilnej, które wybuchły w nocy w niedzielę 13 października i rozprzestrzeniły się na duże obszary krajowych lasów oraz na obszary mieszkalne zarówno w Asz-Szufie, Khroub, jak i innych terenach na południe od Bejrutu. Mieszkańcom nakazano ewakuację domów z obawy przed uduszeniem i zagrożeniem życia. Według doniesień co najmniej jeden cywil zginął w rejonie Asz-Szufu, zgłaszając się na ochotnika do pomocy strażakom w gaszeniu pożaru.

## Możliwe przyczyny
Według wstępnych doniesień, pożary wybuchły w niedzielę wieczorem, 13 października. Wysokie temperatury, sięgające 38 stopni Celsjusza, oraz porywiste wiatry przyczyniły się do rozprzestrzeniania się pożarów lasów i terenów zielonych. Jednak wielu urzędników informowało, że jest za wcześnie, aby ustalić przyczynę pożarów, i że zostanie to zbadane. Według raportu Ministerstwa Środowiska Republiki Libanu oszacowana data rozpoczęcia sezonu zagrożenia pożarowego w 2019 r. to 23 maja, a oszacowana data zakończenia to 15 listopada 2019 r.

## Walka z pożarami
Libańska Obrona Cywilna stawiała czoła pożarom przez dwa dni, ale brak sprzętu i ekspansja pożarów na dużą skalę doprowadziły do niezdolności do przeciwstawienia się pożarom. Premier Libanu, Saad Al-Hariri, potwierdził, że skontaktował się z wieloma krajami, prosząc o wsparcie w postaci helikopterów i samolotów przeciwpożarowych. W gaszeniu pożarów uczestniczyły również Jordania, Turcja i Grecja.

## Gaszenie pożarów i wsparcie międzynarodowe
- Liban
  - Liban zaangażował samoloty armii libańskiej i Libańską Obronę Cywilną, aby poradzić sobie z pożarami.
  - Przesiedleni Palestyńczycy i Syryjczycy wzięli udział w gaszeniu pożarów, a Palestyńska Obrona Cywilna w obozach wykorzystała swoje załogi i sprzęt do walki z ogniem[6].
- Cypr
  - Cypr wysłał dwa samoloty, aby pomóc w gaszeniu pożarów.
- Jordania
  - Dwa samoloty przyleciały z Jordanii, aby wziąć udział w gaszeniu pożarów[7][8].
- Turcja
  - Turcja wysłała samoloty, aby pomóc w gaszeniu pożarów.
- Grecja
  - Grecja wysłała samoloty, aby zgasić pożary.
- Izrael
  - Władze libańskie nie chciały uzyskać wsparcia od Izraela.
- Ghana
  - Ghana poinformowała ambasadora Libanu o gotowości dostarczenia sadzonek drzew do ponownego zalesienia wszystkich lasów i spalonych terenów[9].